# Пиригме
Пиригме (или Угме) — энси (правитель) шумерского государства Лагаш, правил приблизительно в 2096 — 2076 годах до н. э., из второй династии Лагаша.
Некоторые надписи также приводят имя этого царя как Угме. Он был внуком Гудеа и сыном Ур-Нин-Нгирсу. Видимо, это при нём имена Какуга, Наммахани, Нинганды, Нинкагины были подвергнуты гонению и повсеместно уничтожались. Этим Пиригме, очевидно, стремился показать, что потомки младшей линии не имеют прав на престол. Умер, вероятно, своей смертью.
|   | |                                                   |                                  |
| 1 | Year Pirigme (became) governor (not attested) mu pirig-me3 ensi2                                                                                            |                                                   |                                  |
| a | Year in which the en-priest was installed in Nina (AnOr 30 p. 10 4: 2) mu en nina{ki} ba-gub-ba                                                             |                                                   |                                  |
| b | Year in which the pirigme-headdress was made for Ningirsu (AnOr 30 p. 8 15; RTC 256) mu sagszu-pirig-me3 {d}nin-gir2-su ba-dim2-ma                          |                                                   |                                  |
| c | Year in which Kisurra was abandoned (AnOr 30 p. 8 16) mu ki-sur-ra ba-tag4-a                                                                                |                                                   |                                  |
| d | Year the royal measuring rope of the fields kept in Girsu was brought out (ASJ 10 31, AnOr 30 p. 74) mu esz2-gan2-lugala sza3 gir2-su{ki}-ke4 ba-ta-e3      |                                                   |                                  |
| e | Year in which the bonds (of the doors) of the great gate of (the temple of) Baba were built (AnOr 30 p. 8 16) mu {gisz}kesz2-ra2 abul {d}ba-ba6-ka ba-du3-a |                                                   |                                  |
| f | Year in which the iszib-priest of Ningirsu was chosen by means of the omens {{Hider hiding\|title=(AnOr 30 p. 10 3 5)                                       | content=mu iszib-{d}nin-gir2-su masz-e i3-pad3-da | content-style=text-align:left;}} |